# Reader's Digest
Reader's Digest är en amerikansk tidskrift som kom ut med sitt första nummer den 5 februari 1922, och grundades av Dewitt och Lila Wallace. Den ges ut en gång i månaden. Grundtanken var att spara tid för amerikanska soldater genom att publicera förkortade artiklar i samlad form. Idag är målgruppen och innehållet desto större. 
Reader's Digest kommer ut i ett 70-tal länder, med en utgåva på drygt 100 miljoner exemplar. 

## Utgåva i Sverige
Under många år hette den svenska utgåvan Det bästa, men numera heter den Reader's Digest även här. 